# 长辛店街道
长辛店街道，是中华人民共和国北京市丰台區下辖的一个街道。2021年4月11日，变更长辛店街道辖区范围。将原长辛店镇、长辛店街道的张家坟村和4个社区划归云岗街道，并将街道办事处驻地迁至公路街甲12号。

## 名称
长辛店最早叫长店，原是一个不大的自然村，历代王朝都在这里设过哨所，当时称为"墩辅"，以维持社会治安。因地处出入京师通道，加上距离卢沟桥很近，来往行人客商多，生意好做，而逐渐发展起来，馆舍林立，店铺买卖兴隆。由于永定河经常迁徙改道，常见新，所以又叫"长新店"。

## 行政区划
长辛店街道下辖以下地区：
南墙缝社区、合成公社区、东山坡社区、北关社区、西峰寺社区、朱家坟南区社区、朱家坟北区社区、赵辛店社区、北岗洼社区、崔村二里社区、建设里社区、东南街社区、陈庄社区、光明里社区、玉皇庄社区、长馨园社区、中奥嘉园社区、中体奥园社区、长辛店村和赵辛店村。

## 交通
- 长辛店站